# Maisonnette
Cet article concerne la municipalité du Nouveau-Brunswick. Pour le bâtiment, voir Maison.
Maisonnette est un ancien village du Nouveau-Brunswick, au Canada. Il fait partie de la ville de Rivière-du-Nord depuis la réforme de la gouvernance locale du 1er janvier 2023. Au recensement de 2001, sa population s'établissait à 605 habitants.
C'est le village de Jason Godin, le plus jeune maire jamais vu dans l'histoire du Canada, élu à l'élection municipale du 14 mai 2012 à seulement 19 ans, et de Viviane Baldwin, qui lui a succédé en 2016 et est devenue à 22 ans la plus jeune femme maire de l'histoire du pays.

## Toponyme
Plusieurs théories tentent d'expliquer l'origine du nom Maisonnette. Le village porterait ce nom soit parce que des pêcheurs y avaient des cabanes, soit parce que les maisons du villages paraissent très petites vues de Caraquet, ou encore « parce qu'on y remarquait toujours une grande propreté (maison-nette) ». Le bureau de poste du village a porté le nom de Sainte-Jeanne-d'Arc de 1920 à 1936, avant de revenir à Maisonnette, parce qu'il y avait déjà deux villages du même nom au Québec.

## Géographie

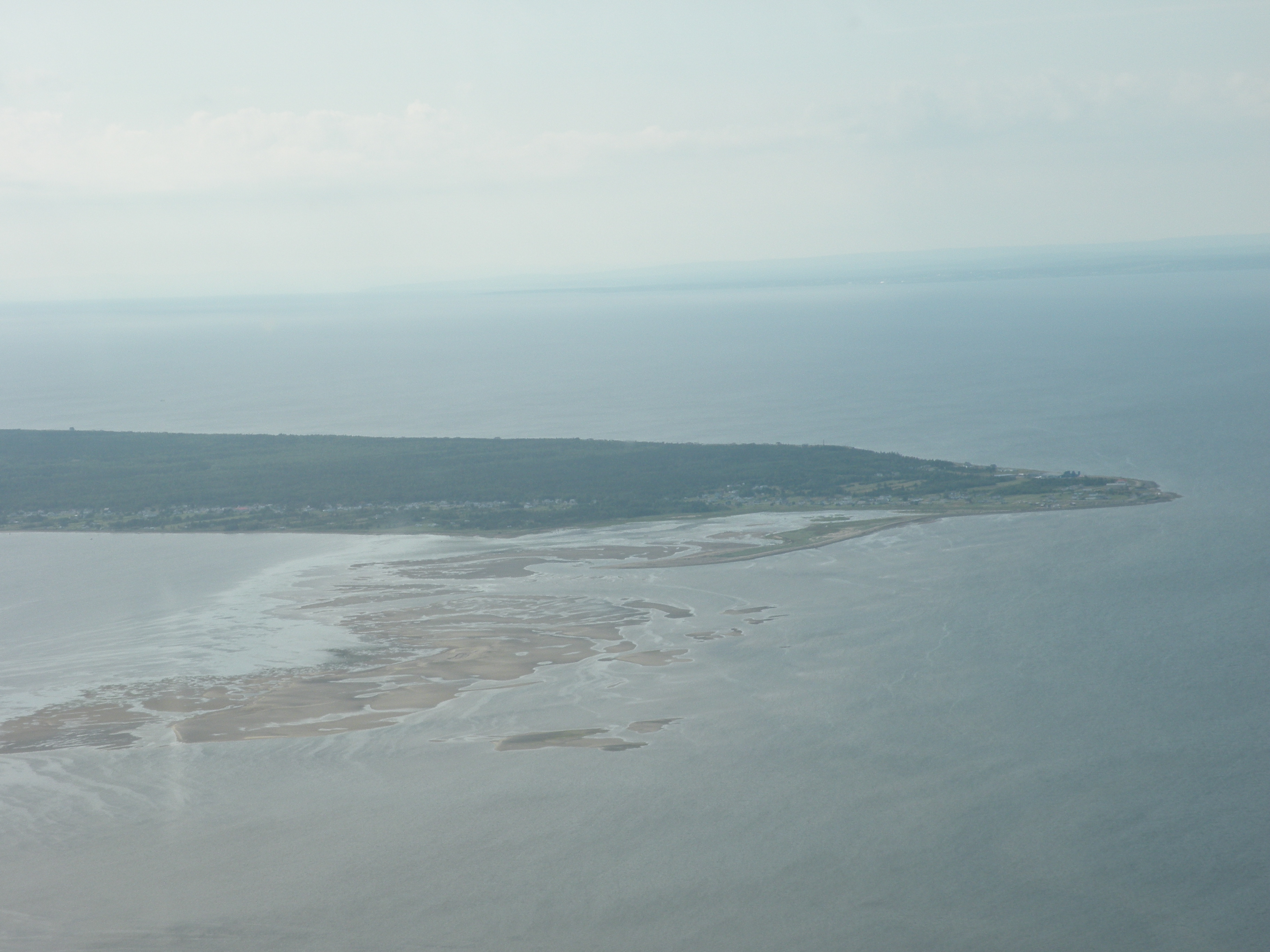
Maisonnette vue des airs.

### Situation
Maisonnette est situé dans la péninsule acadienne, à une cinquantaine de kilomètres à vol d'oiseau et à une soixantaine de kilomètres de route à l'est de Bathurst. Le village a une superficie de 12,88 km2.
Le village s'élève sur la pointe de la péninsule de Maisonnette, bordée au nord et à l'est par la baie des Chaleurs ainsi qu'au sud par la baie de Caraquet. Maisonnette est limitrophe de l'Anse-Bleue au nord-ouest et du Village-des-Poirier au sud-ouest. Caraquet est situé de l'autre bord de la baie éponyme, à 4 kilomètres au sud.
Maisonnette est généralement considérée comme faisant partie de l'Acadie.
La dune de Maisonnette est un lieu de nidification de la sterne pierregarin (Sterna hirundo) et du pluvier siffleur (Charadrius melodus). La circulation des véhicules à moteur, la destruction du couvert végétal et l'interruption des apports de sables littoraux causent une érosion accélérée de la dune, qui protège pourtant une partie du territoire tout en régulant la circulation d'eau dans la baie de Caraquet.

### Logement
Le village comptait 401 logements privés en 2021, dont 294 occupés par des résidents habituels. Parmi ces logements, 91,5 % sont individuels, 1,6 % sont jumelés et 3,2 % sont des immeubles de moins de 5 étages.
En 2006, 78,0 % des logements occupés le sont par le propriétaire et 22,0 % sont loués. 81,4 % ont été construits avant 1986 et 11,9 % ont besoin de réparations majeures. Les logements comptent en moyenne 5,6 pièces et ont une valeur moyenne de 57 801 $, comparativement à 119 549 $ pour la province.

## Histoire

### Préhistoire
Maisonnette est situé dans le territoire historique des Micmacs, plus précisément dans le district de Gespegeoag, qui comprend le littoral de la baie des Chaleurs. Ce territoire est revendiqué d'abord par les Iroquois et ensuite seulement par les Mohawks.

### Colonisation européenne
Selon ce que rapporte Donat Robichaud, la région est visitée par des pêcheurs Normands et Bretons dès la fin du XIIIe siècle. Les Bretons sont en fait bien établis avant 1536. Les Basques chassent la baleine en Europe à partir du XIIe siècle ou plus tôt mais, à la suite de l'effondrement de la population de ces cétacés, commencent à les chasser au sud du Labrador au XVIe siècle, en plus de pêcher la morue. Ces pêcheurs viennent surtout du Pays basque espagnol mais ceux du Pays basque français deviennent de plus en plus nombreux. Ils sont déjà bien installés vers 1540. Contrairement à une idée répandue, ils n'ont pas chassé la baleine de plus en plus loin jusqu'à atteindre l'Amérique mais s'y sont rendus directement.
Vers 1632, les pêcheurs de morue basques se déplacent dans des endroits plus reculés, dont Caraquet, Paspébiac et Shippagan, notamment pour éviter les attaques des Inuits et des pirates anglais ou danois, mais aussi à cause de la baisse de la population de baleine et de l'ouverture de la pêche au Svalbard. Leur établissement à Caraquet s'appelle en fait l'Habitation Pichiguy (Habitaçion Pichiguy), et la carte de 1689 de Pierre Detcheverry l'identifie à la rive nord de la baie de Caraquet, soit sur le site de Village-des-Poirier ou de Maisonnette. Pichiguy est l'un des endroits où a lieu un échange commercial entre les Micmacs et les Basques. Le toponyme proviendrait en fait soit de la langue basque, soit du pidgin basco-algonquin utilisé à l'époque pour les échanges entre les Basques et les Micmacs. Sa signification est toutefois inconnue.
La pêche basque à Pichiguy dure sans encombre jusque vers la fin du XVIIe siècle.

### Fondation
Jusqu'au début du XIXe siècle, des pêcheurs de Caraquet et de Bertrand occupent des cabanes saisonnières sur le site du village, expliquant vraisemblablement l'origine de son nom. Jean-Baptiste, Michel, Moïse et David Godin obtiennent la concession de Maisonnette le 16 octobre 1832.
La première école est installée en 1880 dans une pièce de la maison de Georges Boudreau et la première institutrice est Esther Thériault, épouse de David Godin. Selon Paul-Émile Thériault, c'est l'affaire Louis Mailloux, survenue en 1875 à Caraquet, qui a retardé l'implantation d'une école. D'après la tradition orale, Esther Thériault-Godin, la première institutrice, était aussi connue pour ses remèdes maison qui guérissaient presque tout.
Le premier bureau de poste ouvre ses portes en 1885, chez Vital Godin ; il est transféré par la suite dans la maison de Nil Godin. Le premier quai est construit en 1889, sur la rive sud du village.

### XXesiècle
Le premier phare du village est construit en 1915. L'école emménage dans un nouveau bâtiment en 1936. Un syndicat de 45 pêcheurs, formé le 26 avril 1939, fait construire un magasin coopératif. Maisonnette étant au départ une mission de la paroisse Saint-Pierre-aux-Liens de Caraquet, les citoyens de Maisonnette doivent traverser la baie pour les cérémonies, ce qui est parfois impossible à la fonte des glaces. Un premier curé, Fracis Caissy, est toutefois nommé en 1940.
À l'automne 1943, au cours de la Deuxième Guerre mondiale, les Forces canadiennes, ayant eu vent d'une possible opération allemande sur les côtes, déploient trois bataillons à Maisonnette. Wolfgang Heyda, un prisonnier de guerre allemand, est alors capturé au village le 28 septembre, alors qu'un sous-marin l'attendait ; il est emprisonné jusqu'à la fin de la guerre.
Le phare est détruit par la foudre en 1946. Lorsque le quotidien L'Évangéline devient quotidien, le 12 septembre 1949, c'est à Maisonnette qu'est distribué le premier exemplaire. Le magasin coopératif est démoli dans un incendie le 6 février 1952.
La chambre de commerce est fondée le 16 mars 1961. La tourbière Sun Gro est exploitée à partir de 1964. En 1967, Jean Godin brevette un système de sécurité pour les freins hydrauliques qu'il vend un certain temps sous la marque Sure Level, avant qu'un grand magasin en produise un légèrement différent.
Des années 1970 à 1990, la plage de Maisonnette est l'un des lieux les plus visités de la Péninsule acadienne. L'église est détruite dans un incendie en 1974. La caserne de pompiers est construite en 1982. Maisonnette est constituée en municipalité le 12 mai 1986 et l'hôtel de ville est installé dans l'édifice de l'école. L'école est elle-même fermée à la fin des années 1990. Un centre d'accès communautaire ouvre toutefois ses portes en 1998. Le quai est démoli la même année ; selon de nombreux résidents dont le maire, cela change les courants marins ce qui dégrade en seulement trois ans la dune de Maisonnette. Le centre d'accès communautaire disparaît en 2007.

### XXIesiècle
La municipalité achète un nouveau camion de pompiers au cours des années 2000. Maisonnette est l'une des localités organisatrices du IVe Congrès mondial acadien, en 2009. La tourbière Sun Gro prend feu le 16 août 2010. La caisse populaire ferme ses portes le 26 avril 2012. Un projet de construction d'un brise-lames à l'emplacement de l'ancien quai est lancé en 2014, au coût de 800 000$ ; selon le maire, cette infrastructure devrait permettre de restaurer la dune. L'entreprise Sun Gro met fin à l'ensachage de la tourbe en mars 2014, transférant la production et 13 emplois à ses installations d'Inkerman ; 19 emplois sont toutefois préservés dans l'extraction mais les installations seront démolies. Au plus fort de la production, la tourbière employait plus d'une centaine de personnes.

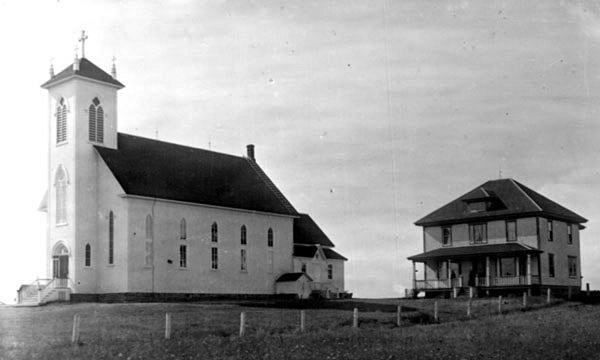
L'église et le presbytère en 1945.
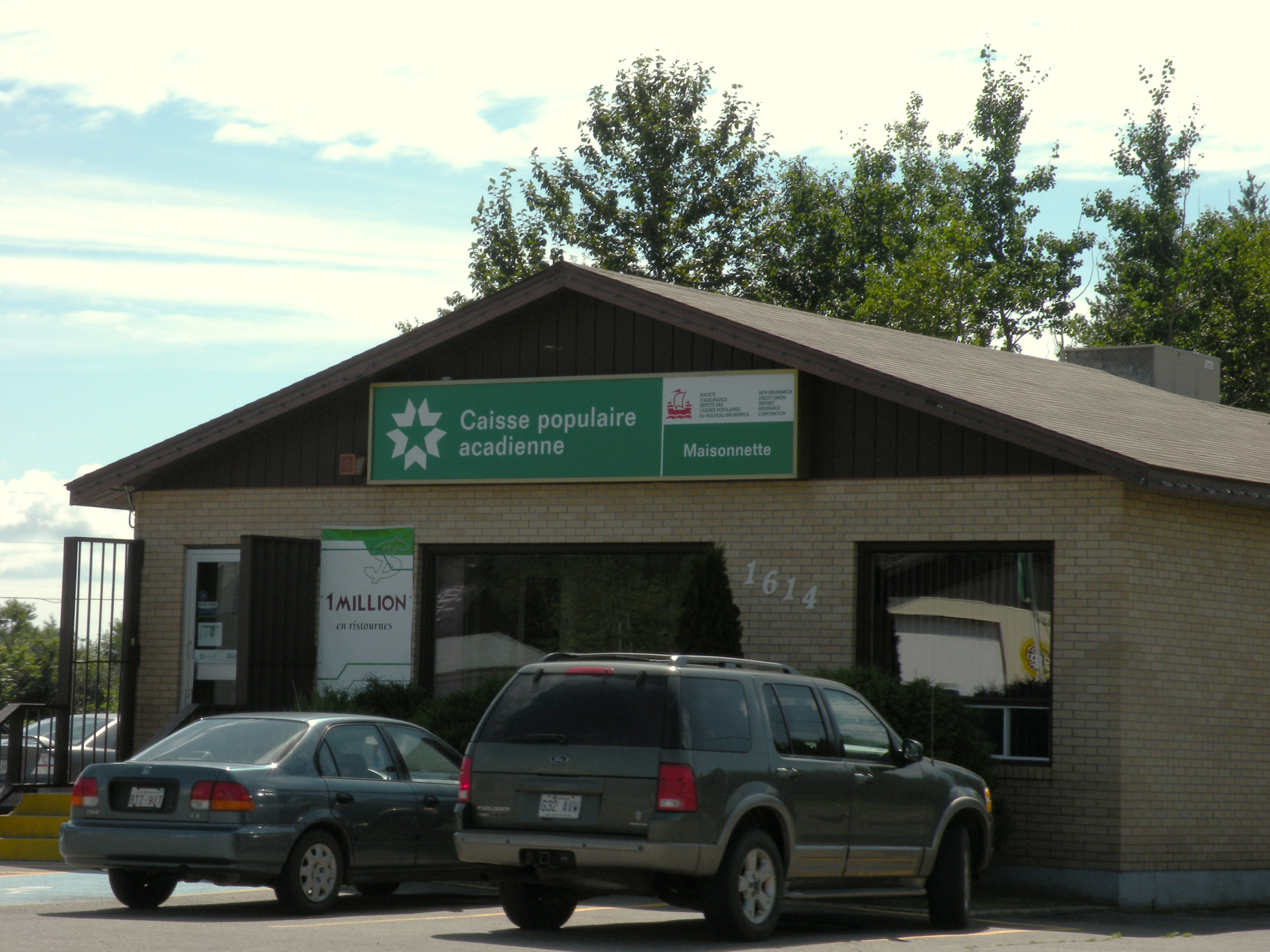
La Caisse populaire de Maisonnette en 2011.

## Démographie
(juillet 2016).
Le village comptait en 2006 599 habitants, alors qu'il en comptait 605 en 2001, soit une baisse de 1,0 %. Le village compte 423 logements privés dont 295 sont occupés par des résidents habituels. De ce nombre, 230 sont occupés par le propriétaire et 65 sont loués. Maisonnette a une superficie de 12,88 kilomètres2 et une densité de population de46,5 habitants au kilomètre carré. Sa population, d'origine acadienne, est entièrement francophone.
| 1986 | 1991 | 1996 | 2001 | 2006 | 2011 | 2016 | 2021 | - |
| ---- | ---- | ---- | ---- | ---- | ---- | ---- | ---- | - |
| 766  | 675  | 675  | 605  | 599  | 573  | 495  | 535  | - |

## Administration
(juillet 2016).

### Conseil municipal
Le conseil municipal est formé d'un maire et de quatre conseillers généraux.
Le conseil précédent est formé à la suite de l'élection du 12 mai 2008. En 2009, l'ancienne mairesse Mona DeGrâce lance une pétition afin de demander la démission du maire Lucio Cordisco et des conseillers Jean-Luc Lacombe, René Poirier et Réginald Poirier; ce dernier démissionne peu après. Le conseiller Gilbert Godin est élu par acclamation lors d'une élection partielle le 10 mai 2010. Les conseillers Marie-Paule Gilardeau et Reginald Poirier sont élus par acclamation lors d'une élection partielle tenue le 9 mai 2009. Une élection partielle est organisée le 15 novembre 2010 afin d'élire un nouveau conseiller à la suite de la démission de Marie-Paule Gilardeau mais aucun candidat ne se présente. Une autre élection partielle a lieu le 9 mai 2011, encore une fois sans candidats. Le conseil municipal actuel est élu lors de l'élection quadriennale du 14 mai 2012. Une élection partielle a lieu le 28 octobre 2013 pour combler un poste vacant de conseiller mais il n'y a aucun candidat. Viviane Baldwin est finalement élu par acclamation à l'élection partielle du 12 mai 2014.
| Mandat      | Fonctions   | Nom(s)          |
| ----------- | ----------- | --------------- |
| 2012 - 2016 | Maire       | Viviane Baldwin |
| 2012 - 2016 | Conseillers |                 |

| Période                                  | Période | Identité        | Étiquette | Qualité   |
| ---------------------------------------- | ------- | --------------- | --------- | --------- |
| 2016                                     | 2020    | Viviane Baldwin |           | Étudiante |
| 2012                                     | 2016    | Jason Godin     |           |           |
| 2008                                     | 2012    | Lucio Cordisco  |           |           |
| 2004                                     | 2008    | Éric Haché      |           |           |
| 2001                                     | 2004    | Mona DeGrâce    |           |           |
| 1998                                     | 2001    | Jules Boudreau  |           |           |
| 1995                                     | 1998    | Sam Godin       |           |           |
| Les données manquantes sont à compléter. |         |                 |           |           |

### Commission de services régionaux
Maisonnette fait partie de la Région 4, une commission de services régionaux (CSR) devant commencer officiellement ses activités le 1er janvier 2013. Maisonnette est représenté au conseil par son maire. Les services obligatoirement offerts par les CSR sont l'aménagement régional, la gestion des déchets solides, la planification des mesures d'urgence ainsi que la collaboration en matière de services de police, la planification et le partage des coûts des infrastructures régionales de sport, de loisirs et de culture; d'autres services pourraient s'ajouter à cette liste.

### Représentation
Maisonnette est membre de l'Association francophone des municipalités du Nouveau-Brunswick.
 Nouveau-Brunswick: Maisonnette fait partie de la circonscription de Caraquet, qui est représentée à l'Assemblée législative du Nouveau-Brunswick par Hédard Albert, du Parti libéral. Il fut élu en 2003 puis réélu en 2008 et en 2010.
 Canada: Maisonnette fait partie de la circonscription d'Acadie-Bathurst. Cette circonscription est représentée à la Chambre des communes du Canada par Yvon Godin, du NPD. Il fut élu lors de l'élection de 1997 contre le député sortant Doug Young, en raison du mécontentement provoqué par une réforme du régime d’assurance-emploi.

## Économie
La plupart des gens travaillent au village ou à proximité. L'industrie touristique crée quelques emplois sur place et il y a aussi de nombreux emplois disponibles dans le commerce, l'industrie de la pêche, la fabrication et la fonction publique à Caraquet.
La tourbière de Sun Gro Horticulture Canada Ltd, d'une superficie de 1 000 acres, emploie 40 personnes mais le nombre d'employés augmente à 60 durant la récolte estivale. Plusieurs habitants du village travaillent également dans l'industrie de la pêche, notamment du homard et de la morue. La pêche blanche à l'éperlan est aussi pratiquée durant l'hiver, de même que la collecte de mollusque.
Il y avait autrefois un parc provincial et la plage était très fréquentée par les habitants de la région. Il y maintenant de moins en moins d'habitants. Ce parc est devenu Parc municipal, il est ouvert et gratuit pendant les mois d'été, Il donne accès à la plage qui est moins achalandée que certaines années passées, mais toujours accessible pour ceux et celles qui cherchent l'eau la plus chaude au nord de la Caroline (entre 24 °C et 26 °C).
Entreprise Péninsule, un organisme basé à Tracadie-Sheila faisant partie du réseau Entreprise, a la responsabilité du développement économique de la région.

## Vivre à Maisonnette

### Éducation
Les élèves francophones bénéficient d'écoles à Bertrand et à Caraquet. La ville de Shippagan compte le CCNB-Péninsule acadienne et un campus de l'Université de Moncton.
Les anglophones bénéficient d'une école à Janeville mais doivent poursuivre leur éducation à Bathurst de la sixième à la douzième année. Les établissements d'enseignement supérieur anglophones les plus proches sont à Fredericton ou Miramichi.
Il y a une bibliothèque publique à Caraquet. Le bibliobus du Nord fait toutefois un arrêt au village.

### Autres services publics
Maisonnette possède une caserne de pompiers, qui dessert les localités voisines en cas de besoin. La population est en fait dépendante des localités voisines, notamment Caraquet, pour la majeure partie des services. Le détachement de la Gendarmerie royale du Canada le plus proche est d'ailleurs situé à Caraquet. Cette ville dispose également d'un poste d'Ambulance Nouveau-Brunswick et de l'hôpital de l'Enfant-Jésus. Maisonnette compte toutefois un bureau de poste.
Existant depuis le 20 juillet 1995, la Commission de gestion des déchets solides de la Péninsule acadienne (COGEDES) a son siège social à Caraquet et la municipalité y a un représentant. Les déchets sont transférés au centre de transbordement de Tracadie-Sheila et les matières non recyclables sont ensuite enfouies à Allardville.
L'église Saint-Théophile est une église catholique romaine faisant partie du diocèse de Bathurst. La prière n'est plus récitée au conseil municipal.
Les francophones bénéficient du quotidien L'Acadie nouvelle, publié à Caraquet, ainsi que de l'hebdomadaire L'Étoile, de Dieppe. Les anglophones bénéficient quant à eux du quotidien Telegraph-Journal, publié à Saint-Jean.

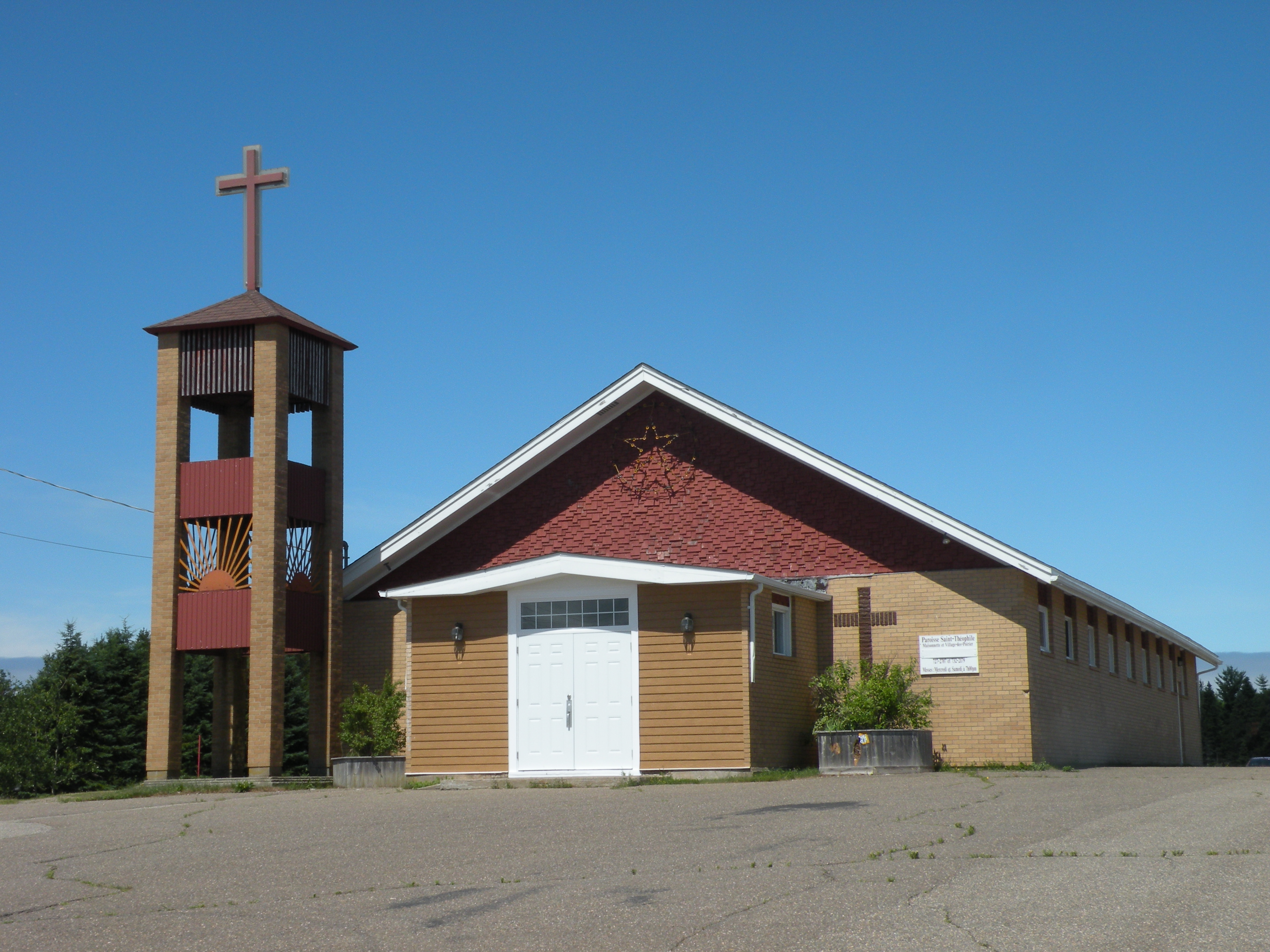
L'église Saint-Théophile.
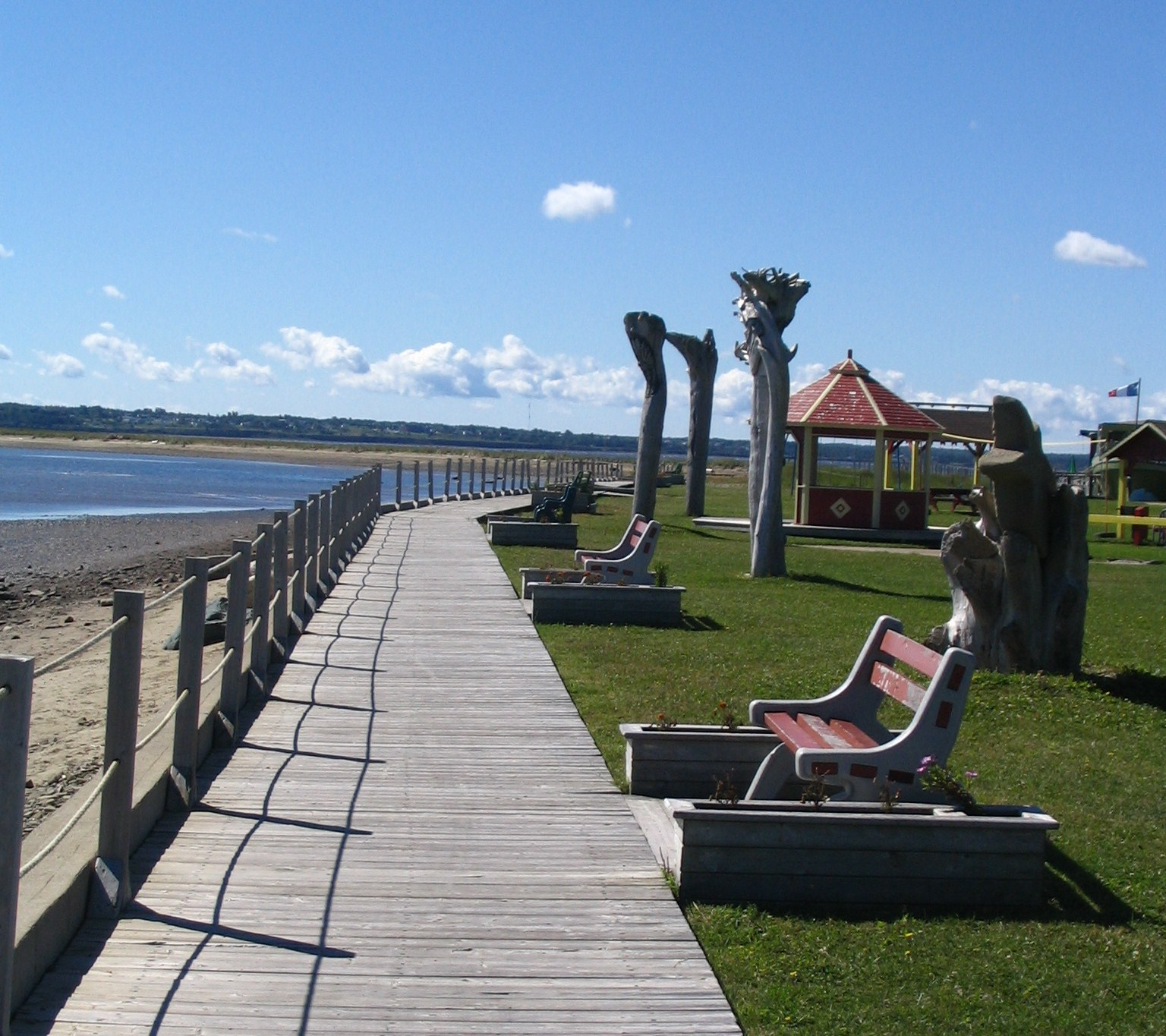
La plage de Maisonnette.
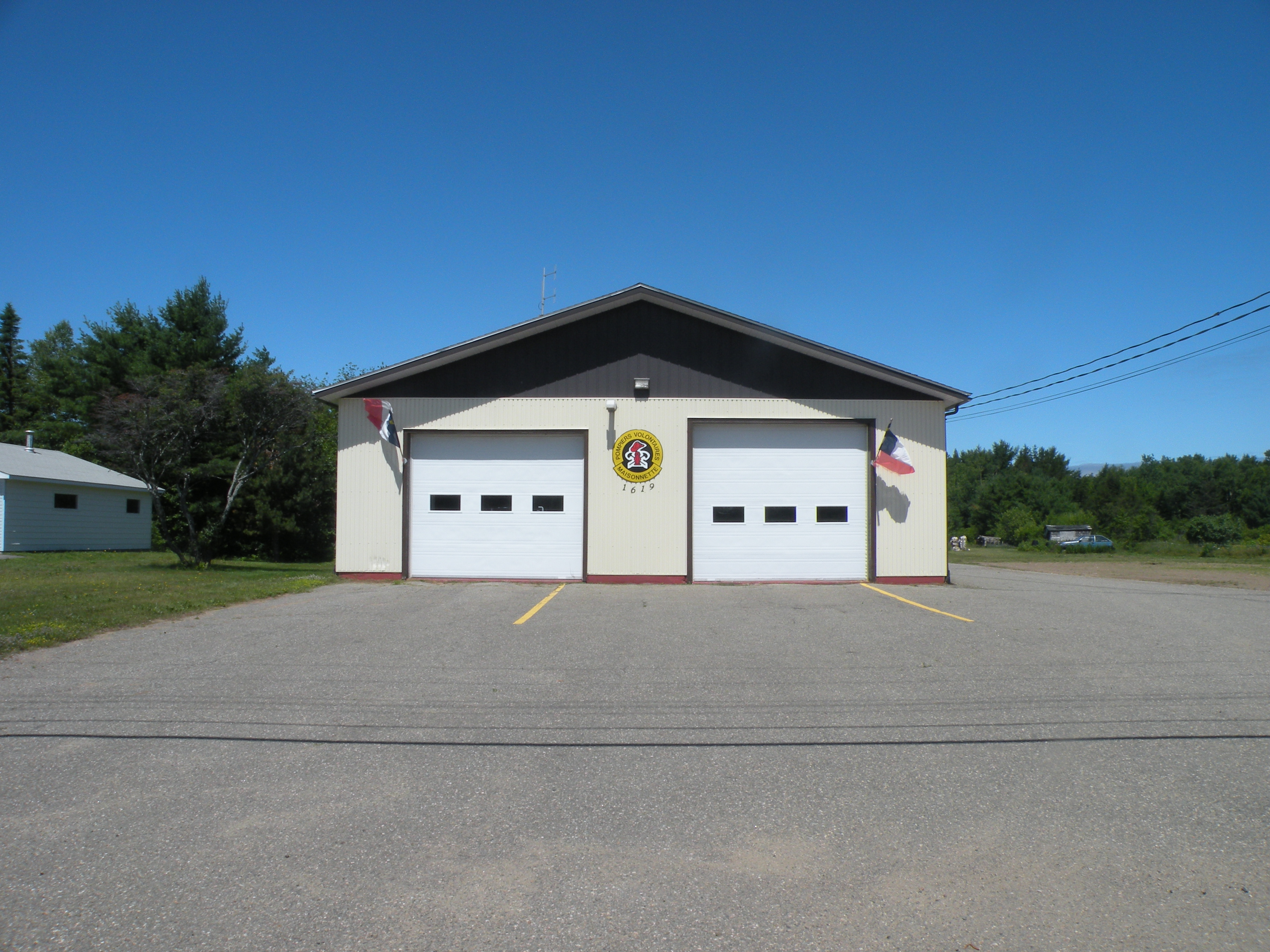
La caserne de pompiers.

## Culture

### Personnalités
- Annie Blanchard (1977-), chanteuse contemporaine, née à Maisonnette;
- Jules Boudreau (1941-), dramaturge, né à Maisonnette;
- Réginald-Charles Gagnon, dit Cayouche (1949-2024), musicien, mort à Maisonnette;
- Calixte Duguay (1939-), musicien, résidant à Maisonnette;

### Architecture et monuments
L’église de Maisonnette à la particularité d’avoir un campanile. Une grotte et une stèle sont situés sur le terrain de l’église. Des sculptures faites de bois flotté sont installées au bord de la mer.

### Langues
Selon la Loi sur les langues officielles, Maisonnette est officiellement francophone puisque moins de 20 % de la population parle l'anglais.

### Activités et traditions
La fête nationale de l'Acadie est célébrée le 15 août par un tintamarre, des spectacles et un feu d'artifice. Le festival des huîtres, institué en 1972, a lieu annuellement durant le congé de l'action de grâce, soit autour du deuxième lundi d'octobre. Plusieurs habitants possèdent un bateau, qu'ils peuvent louer aux touristes pour des croisières ou pour des parties de pêche à la morue.
Le vaisseau fantôme serait visible de Maisonnette par mauvais temps.
Les huîtres Caraquette, entre autres récoltées à Maisonnette, sont réputées depuis le début du XIXe siècle.